# Concepcion (Romblon)
Concepcion (Bayan ng Concepcion) är en kommun i Filippinerna. Kommunen tillhör provinsen Romblon och ligger på ön med samma namn. Folkmängden uppgår till 4 683 invånare.
Concepcion är indelat i 9 barangayer.